# Eduardo-Mondlane-Universität
Die Eduardo-Mondlane-Universität (portugiesisch Universidade Eduardo Mondlane – UEM) ist die älteste Universität Mosambiks und hat ihren Sitz in Maputo.

## Geschichte

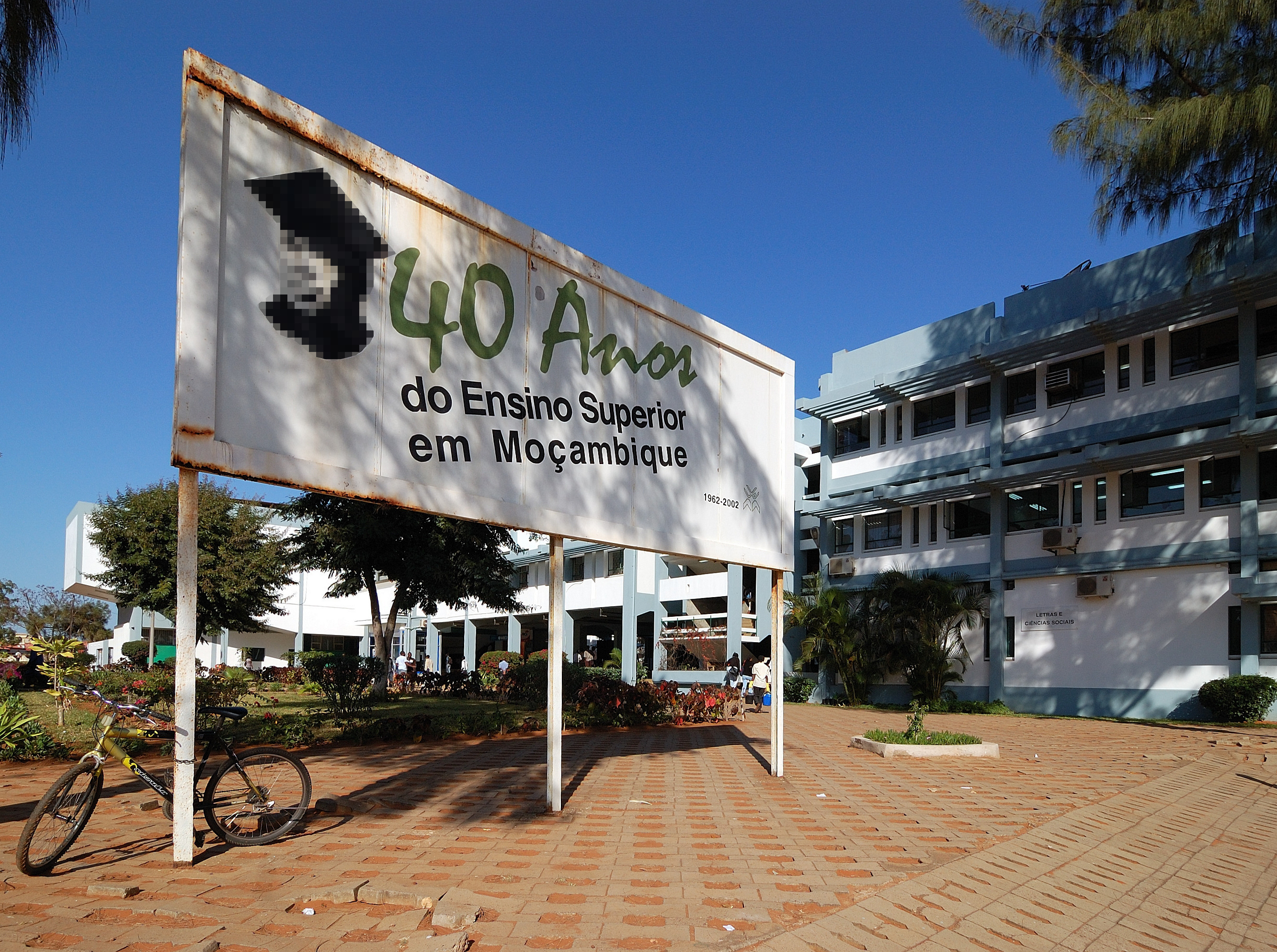
Universidade Eduardo Mondlane, 2009

Die Vorläuferinstitution der UEM wurde 1962 von der portugiesischen Kolonialmacht in Maputo (damals Lourenço Marques) gegründet. Ihr damaliger Name war Estudos Gerais Universitários de Moçambique. 1968 wurde sie in Universidade de Lourenço Marques umbenannt.
Nach der Unabhängigkeit Mosambiks 1975 erhielt sie ein Jahr später den Namen des ehemaligen Führers der Rebellenbewegung Frente de Libertação de Moçambique (FRELIMO), Eduardo Mondlane (1920–1969). Noch im Gründungsjahr richtete man das Zentrum für Afrikanische Studien ein, an dessen Spitze Aquino de Bragança bis zu seinem Tod stand.
Im Jahr 1982 wurde am 17. August die Wissenschaftlerin Ruth First durch eine Briefbombe von südafrikanischen Polizeioffizieren innerhalb des Universitätsgeländes im Centro de Estudos Africanos getötet. Dieses Verbrechen konnte im Rahmen von Anhörungen vor der Wahrheits- und Versöhnungskommission Südafrikas im Juni 2000 in öffentlicher Verfahrensweise aufgeklärt werden.
Rektor der Universität ist seit 28. April 2011 António Quilambo, sein Vorgänger war Padre Filipe Couto.

## Fakultäten
Heute besuchen circa 27.000 Studenten die UEM. Die Universität hat derzeit zehn Fakultäten:
- Faculdade de Agronomia e Engenharia Florestal (Land- und Forstwirtschaft)
- Faculdade de Arquitectura (Architektur)
- Faculdade de Ciências (Naturwissenschaften)
- Faculdade de Direito (Rechtswissenschaft)
- Faculdade de Economia (Wirtschaftswissenschaft)
- Faculdade de Educação (Pädagogik)
- Faculdade de Engenharia (Ingenieurwissenschaft)
- Faculdade de Letras e Ciências Sociais  (Philosophie und Sozialwissenschaften)
- Faculdade de Medicina (Medizin)
- Faculdade de Veterinária (Veterinärmedizin)

## Kulturinstitutionen der Universität
Die Kulturabteilung der Universität (Direcção de Cultura) unterhält sechs Einrichtungen. Das sind:
- Musikabteilung (Departamento de Música)
- Musikbibliothek (Biblioteca de Música)
- Kunstgalerie der Eduardo-Mondlane-Universität (Galeria de Arte da UEM)
- Nationales Geldmuseum (Museu Nacional da Moeda)
- Festung Maputo (Fortaleza de Maputo)
- Universitätskulturzentrum (Centro Cultural Universitário[6]).

## Absolventen
- Marí Bin Amude Alkatiri (* 1949), osttimoresischer Premierminister
- Ana Pessoa Pinto (* 1956), osttimoresische Juristin
- Gita Honwana Welch (* im 20. Jahrhundert), mosambikanische Juristin